# Loxosceles devia
Espèce
Synonymes
- Loxosceles devius Gertsch & Mulaik, 1940
- Loxosceles bolivari Gertsch, 1958

Loxosceles devia est une espèce d'araignées aranéomorphes de la famille des Sicariidae.

## Distribution
Cette espèce se rencontre au Mexique au Tamaulipas et au Nuevo León et aux États-Unis dans le Sud du Texas,.

## Description
Le mâle décrit par Gertsch et Ennik en 1983 mesure 8,4 mm et la femelle 8,5 mm.

## Publication originale
- Gertsch & Mulaik, 1940 : The spiders of Texas. I. Bulletin of the American Museum of Natural History, no 77, p. 307-340 (texte intégral).